# C/2013 A1
C/2013 A1 (Siding Spring) er en komet fra Oortskyen, der blev opdaget den 3. januar 2013 af Robert H. McNaught ved Siding Spring Observatoriet. Ved opdagelsen befandt kometen sig 7,2 AU fra Solen i stjernebilledet Haren.
Den 19. oktober 2014 passerede kometen planeten Mars på kun 140.000 km afstand. Hastigheden ved passagen var ca. 56 km/s.

## Spekulationer om kollision med Mars
Baseret på fotografier fra tiden før opdagelsen af kometen i (december 2012) og observationer i februar 2013 foretaget af Leonid Elenin blev det beregnet, at kometen ville komme til at passere så nær på Mars som 0,000276 AU (41.300 km). Den 3. marts 2013 blev der fundet fotos ved Pan-STARRS-observatoriet fra den 4. oktober 2012, hvilket indebar, at observationstiden kunne forøges til 148 dage.
Ved opdagelsen befandt kometen sig 7,2 AU fra Solen i stjernebilledet Haren.
Den 19. oktober passerede kometen meget nær på Mars. Det fandtes en lille sandsynlighed for, at den ville kollidere med planeten. Med en observationstid på 148 dage beregnedes det, at kometen ville passere i en afstand på 0,00035 AU (52.000 km) fra planetens centrum. Usikkerheden i beregningerne var så tilpas store, at kometen også kunne passera med en afstand af 0,0021 AU (310.000 km). 
Kometkernens størrelse var beregnet til at være mere end 3 km, men mindre end 50 km. En kerne på 50 km ville medføre en eksplosionskraft ved kollision på 20 milliarder megaton TNT. Med Monte Carlo-metoden blev kollisionsrisikoen beregnet til 1/1250 eller 0,08 procent.

## Observationer ved passagen
Den 19. oktober 2014 stod planeten Mars i stjernebilledet Slangeholderen, 60 grader fra Solen. Mars og kometen kunne observeres fra satellitten STEREO-A under passagen. Det amerikanske rumfartøj MAVEN som skal udforske Mars' atmosfære er netop ankommet til Mars og bidrager til observationerne.
Den europæiske satellit Mars Express foretager ligeledes målinger af passagen.
Resultaterne fra observationerne under passagen blev drøftet på en særlig mødesession "Comet C/2013 A1 Siding Spring at Mars" ved AGU efterårsmødet i San Francisco den 18. december 2014.

## Eksterne links
- Wikimedia Commons har flere filer relateret til C/2013 A1